# Camilla Läckberg
Camilla Läckberg (30 de agosto de 1974) es una popular escritora sueca de novelas policíacas. Muchos de los libros de Läckberg transcurren en su lugar de nacimiento o sus alrededores, Fjällbacka, una pequeña ciudad de la costa occidental sueca, y sus protagonistas son el policía Patrik Hedström y la escritora Erica Falck.
La temática de sus libros parte siempre de un asesinato, y durante su investigación van surgiendo los secretos y miserias de sus protagonistas, habitantes de Fjällbacka. En ocasiones se remonta al pasado para encontrar los orígenes y causas de los crímenes.
Sus novelas generalmente dominan la lista de superventas de Suecia.

## Biografía
Camilla Läckberg nació en 1974, y creció en Fjällbacka en la costa oeste de Suecia, rozando con Noruega. Está casada y es madre de 3 hijos, el último de ellos nació en 2009 fruto de su relación con Martin Melin. Läckberg tenía ya dos hijos de un matrimonio previo. Con 29 años publicó su primera novela, La princesa de hielo, en 2002. Tres años más tarde, sus libros encabezaban las listas de bestseller suecas.
De niña siempre estaba contando historias y escribiendo cuentos que reunía en pequeños libros. Su primer libro se titulaba Tomten (El duende), lo escribió cuando tenía solo cuatro o cinco años, era sangriento, escalofriante. Su fascinación por los casos de asesinato siempre ha estado ahí, quizá como contraste de su vida idílica de su infancia. Pero la escritura seguía siendo un mero sueño para Camilla, que se fue a estudiar economía a la escuela de Economía y Derecho mercantil de la Universidad de Gotemburgo. Después de graduarse, se trasladó a Estocolmo, donde estuvo dos años trabajando como economista. Infelices años, ya que su sueño de llegar a ser escritora seguía ahí. Finalmente consiguió un curso de redacción como regalo de Navidad de su marido, madre y hermano. Era un curso de escritura sobre crímenes organizada por la asociación de escritores Ordfront, y mientras estudiaba comenzó su primera novela.

## Obra
Su primera novela fue La princesa de hielo. Su tutor le aconsejó que estableciera la trama en un lugar que conociera bien, y ¿qué mejor lugar que donde vivía de pequeña? La princesa de hielo fue aceptada la misma semana que dio a luz a su hijo, Wille, y fue publicada en 2002. 
Su segundo libro, Los gritos del pasado, se lanzó en 2004; el siguiente, Las hijas del frío, en 2005; y Crimen en directo, en 2006. En abril de 2007 publicó su quinta novela, Las huellas imborrables, que fue llevada al cine. 
En 2008 publicó dos libros. El primero fue La sombra de la sirena, sexto libro de las series sobre Erica y Patrik en Fjällbacka; el segundo se aparta por completo del género del crimen, pues se trata de un texto de cocina, que hizo junto con un famoso cocinero y amigo de la infancia, Christian Hellberg. Smaker från Fjällbacka (El sabor de Fjällbacka) es un tributo a la gastronomía de Fjällbacka y a la comida que Camilla y Christian asocian con la vida en la costa oeste. 
En 2009 volvió a las historias de Fjällbacka con Los vigilantes del faro y en 2011 con "La mirada de los ángeles". En 2014 con El domador de leones; en 2017 con su décimo y, hasta la fecha, último libro basado en las historias de Erica y Patrick: La Bruja. 
Los libros de Läckberg han recibido elogios especiales por su minuciosidad y su «profunda caracterización». Läckberg -a veces llamada la Agatha Christie sueca- En una reseña de su novela El Predicador (2012) en The Washington Post, el crítico señaló que «la trama inteligente y la caracterización en profundidad no son las únicas cualidades que elevan a El Predicador por encima de la mayoría de los thrillers. En la reseña de su novela más reciente (La jaula de oro, 2020), The New York Times la describió como una «novela inteligente e inquebrantable».

### Serie Fjällbacka (de Erica Falck y Patrik Hedström)
|    | Publicado | Título en español        | Título en sueco | Título en inglés                | Edición en español |
| -- | --------- | ------------------------ | --------------- | ------------------------------- | ------------------ |
| 1  | 2007      | La princesa de hielo     | Isprinsessan    | The Ice Princess                | Maeva / Océano     |
| 2  | 2008      | Los gritos del pasado    | Predikanten     | The Preacher                    | Maeva / Océano     |
| 3  | 2009      | Las hijas del frío       | Stenhuggaren    | The Stonecutter                 | Maeva / Océano     |
| 4  | 2010      | Crimen en directo        | Olycksfågeln    | The Gallows Bird / The Stranger | Maeva / Océano     |
| 5  | 2011      | Las huellas imborrables  | Tyskungen       | The Hidden Child                | Maeva / Océano     |
| 6  | 2012      | La sombra de la sirena   | Sjöjungfrun     | The Drowning                    | Maeva / Océano     |
| 7  | 2013      | Los vigilantes del faro  | Fyrvaktaren     | The Lost Boy                    | Maeva / Océano     |
| 8  | 2014      | La mirada de los ángeles | Änglamakerskan  | Buried Angels                   | Maeva / Océano     |
| 9  | 2015      | El domador de leones     | Lejontämjaren   | The Ice Child                   | Maeva              |
| 10 | 2018      | La bruja                 | Häxan           | The girl in the woods           | Maeva              |
| 11 | 2023      | El nido del cuco         | Gökungen        |                                 | Maeva              |

- La princesa de hielo: En un pueblo que esconde muchos secretos es peligroso saber la verdad. Se llamaba Alexandra, era joven, rica y guapa, y nadie en el pueblo se puede explicar su muerte. Por pura casualidad, Erica, amiga de la infancia y autora de biografías, se ve involucrada en el caso. Había regresado a su pueblo natal para hacerse cargo de la casa que acababa de heredar de sus padres, recientemente fallecidos en un accidente, y para trabajar en su próximo libro. Cuando la familia de Alex le pide que escriba un recordatorio para el funeral, Erica, todavía conmocionada por la repentina muerte de su amiga, comienza a investigar la vida de la víctima. Con la ayuda del comisario Patrik, otro viejo conocido que pronto se convertirá en algo más que un amigo, descubre un oscuro secreto, largamente guardado. Alguien conoció a Alex desde su infancia y le preparó un helado lecho mortuorio. Camilla Läckberg dibuja finamente el retrato de la sociedad cerrada de una pequeña ciudad, en la que todos lo saben todo de todo el mundo, pero en la cual las apariencias son fundamentales.
- Los gritos del pasado: La escritora Erica Falk y su compañero, el detective Patrik Hedström, disfrutan de unas merecidas vacaciones en su casa en la pequeña población costera de Fjällbacka que, en verano, es visitada por muchos turistas. Erica está embarazada de ocho meses y la ola de calor hace especialmente difícil este último mes de gestación. En esta situación, lo menos falta le hace a la joven pareja es un nuevo caso de asesinato. Pero las vacaciones de Patrik se terminan de golpe, cuando un niño descubre casualmente el cadáver de una joven turista. Lo más extraño es que junto al cadáver aparecen los restos de dos mujeres desaparecidas años atrás. Las autopsias demuestran que las tres víctimas murieron estranguladas y que además fueron torturadas.
- Las hijas del frío: La escritora Erica Falck y su pareja el comisario Patrick Hedström acaban de tener una hija, y aún se están adaptando a los cambios en su hogar, cuando un pescador encuentra el cadáver de la pequeña Sara, la hija de una amiga cercana de Erica. Al principio todo indica que se trata de un trágico accidente, pero la autopsia revela que la niña fue ahogada en una bañera antes de ser arrojada al mar. Cuando, pocos días después, otro niño es atacado, el pánico cunde en Fjällbacka y Patrik, muy afectado, llega incluso a temer por la seguridad de su propia hija. Gracias a su gran constancia y su particular ingenio, el perspicaz policía logra finalmente resolver este complicado caso, que sacará a la luz una trágica historia familiar de la década de 1920.
- Crimen en directo: Patrick y Erica siguen disfrutando de su idilio en el pueblo de Fjällbacka, ahora acompañados por su bebé, la pequeña Maja. Al mismo tiempo que la joven pareja está ocupada con los preparativos de su boda, el alcalde reúne al pleno del ayuntamiento para anunciar la llegada a la localidad de Tanum de un equipo de televisión que va a grabar un reality-show escandaloso: Fucking Tanum. Poco después, Patrik debe investigar la muerte de una mujer fallecida aparentemente en un accidente de tráfico. Muy pronto descubrió una misteriosa relación entre esta muerte y unos asesinatos perpetrados en distintos lugares de Suecia años atrás. Mientras tanto, el productor del programa, consciente de que a mayor escándalo mayor índice de audiencia, alimenta los conflictos entre los participantes del reality-show.

### Nueva novela, que inicia una nueva serie
En 2019, Camilla Lackberg inicia una nueva serie con Una jaula de oro (En bur av guld).
Faye, con un oscuro pasado, ha conseguido todo lo que siempre había soñado, un marido atractivo, una hija a la que quiere y, sobre todo, estatus social y una vida llena de lujo. Pero cuando, de un día para otro, esta vida perfecta se va al traste, surge una nueva mujer intrépida y vengadora. Con Faye ha nacido una nueva heroína sorprendente y polifacética, y con algunos secretos muy oscuros. 
En 2020 publica la portada de la segunda novela, Alas de plata (Wings of Silver).
|   | Publicado | Título en español | Título en sueco  | Título en inglés | Edición español |
| - | --------- | ----------------- | ---------------- | ---------------- | --------------- |
| 1 | 2019      | Una Jaula de Oro  | En bur av Guld   | The Golden Cage  | Maeva           |
| 2 | 2020      | Alas de Plata     | Vingar av Silver | Wings of Silver  | Maeva           |
| 3 | 2025      | Sueños de Bronce  | Drömmar av brons | Bronze Dreams    | Planeta         |

### Novelas independientes
- Mujeres que no perdonan:   Ingrid, Victoria y Birgitta son tres mujeres muy distintas. Para el resto del mundo, llevan vidas aparentemente perfectas, pero las tres tienen algo en común: sufren en secreto la tragedia de vivir sometidas a sus maridos. Hasta que un día, llevadas al límite, planean, sin tan siquiera conocerse, el crimen perfecto.

|   | Publicado | Título en español       | Título en sueco  | Edición español |
| - | --------- | ----------------------- | ---------------- | --------------- |
| 1 | 2020      | Mujeres que no perdonan | Kvinnor utan nad | Planeta         |

- Verdad o reto: Última noche del año. Los adolescentes Liv, Martina, Max y Anton son mejores amigos desde hace años. Los cuatro están ansiosos por celebrar esta Nochevieja juntos, divirtiéndose, bebiendo, coqueteando y jugando, mientras espían a sus padres en la casa vecina. Cada uno de ellos esconde algo que el juego inocente de verdad o reto sacará a la luz y revelará una verdad impactante.

|   | Publicado | Título en español | Título en sueco | Edición español |
| - | --------- | ----------------- | --------------- | --------------- |
| 1 | 2023      | Verdad o reto     | Gå i fängelse   | Planeta         |

### Cuentos cortos
| Publicado | Título                                 | Notas |
| --------- | -------------------------------------- | --- |
| 2013      | Mord och mandeldoft                    | Libro conmemorativo por los 10 años de la serie Fjällbacka que incluye la novela corta Snöstorm och mandeldoft y otros 3 relatos: En elegant död, Drömmen om Elisabeth y Änkornas Café, todos reunidos en el libro en castellano "Tormenta de nieve y aroma de almendras" (Maeva) |
| 2016      | Tormenta de nieve y aroma de almendras | Libro que recoge diferentes cuentos cortos. Algunos con personajes de la saga y otros independiente. Con un toque humorístico importante. |

### Libros infantiles
| Publicado | Título                                | Dibujante    | Edición                 |
| --------- | ------------------------------------- | ------------ | ----------------------- |
| 2011      | Super Charlie                         | Millis Sarri | Maeva                   |
| 2012      | Super Charlie y el ladrón de peluches | Millis Sarri | Maeva                   |
| 2013      | Super-Charlie och mormorsmysteriet    | Millis Sarri | No traducido al español |

### Libros de cocina
| Publicado | Título                 | Colaborador        | Edición                 |
| --------- | ---------------------- | ------------------ | ----------------------- |
| 2008      | Smaker från Fjällbacka | Christian Hellberg | No traducido al español |
| 2011      | Fest, mat och kärlek   | Christian Hellberg | No traducido al español |

## Premios y reconocimientos
- Premio SKTF al mejor autor del año en Suecia (2005).
- Premio Literario Folket en Suecia (2006).
- Gran Premio de Literatura Policíaca en Francia (2008).
- Nombrada Mujer del Año (Woman of the Year) por el prestigioso diario sueco Expressen en 2012.[5]

## Cine y televisión
Una serie de seis películas fueron transmitidas del 2012 hasta el 2013 bajo el nombre Los crímenes de Fjällbacka (Fjällbackamorden), basadas en las novelas de Camilla y protagonizadas por Claudia Galli y Richard Ulfsäter.

## Autores relacionados
B.A. Paris, Gillian Flynn, H.D. Carlton, Helene Flood, Paula Hawkins, Jennifer Hiller, Stacy Willingham, Lisa Gardner, Samantha Downing.